# Operace C
Operace C byla operací japonského císařského námořnictva v dubnu 1942 za druhé světové války. Císařské námořnictvo v rámci této operace zaútočilo na spojeneckou námořní přepravu v Indickém oceánu a na britské základny v Indii a na Cejlonu. Japonský úder sestával z leteckých útoků provedených zejména letadlovými loděmi Nagumovy Kidó Butai (機動部隊 ~ úderný svaz) a útoků proti lodní přepravě v Bengálském zálivu provedených Ozawovým podpůrným svazem. Celkově se jednalo o nájezd na nepřátelské pozice ve stylu udeř a uteč, nikoliv o invazi s cílem napadené základny okupovat.

## Pozadí
23. března 1942 japonské jednotky obsadily Andamany, ze kterých by spojenecké letouny mohly ohrožovat japonské pozice v Barmě, Malajsii a na Sumatře. Po obsazení Andaman a Nikobar zbyly Spojencům v Indickém oceánu už jen dvě významné základny: ostrov Cejlon a atol Addu. V Tokiu o základně na Addu nevěděli a proto bylo rozhodnuto napadnout pouze Cejlon. Operace dostala krycí název operace C a mělo se jednat o útok svazu letadlových lodí podobně jako v Pearl Harboru.
Cejlon představoval v očích Japonců důležitou základnu s přístavy, ve kterých mohlo kotvit britské Východní loďstvo. Nejvýznamnější byly přístavy Kolombo na západním pobřeží ostrova a přístav Tirinkumalí na východním pobřeží Cejlonu. Východní loďstvo ale mělo hlavní základnu na Addu. Na Cejlonu bylo také několik letišť: u Kolomba bylo letiště Ratmalana a u Tirinkumalí bylo letiště China Bay. Další menší letiště bylo na jihu v Minneriya.

## Složení sil

### Japonské síly
Úkolem napadnout Cejlon byla pověřena Kidó Butai admirála Čúičiho Naguma, která 26. března vyplula z Kendari na Celebesu, aby splnila svůj úkol v rámci operace C.
Nagumova Kidó Butai se skládala ze tří divizí letadlových lodí, obdobně jako při útoku na Pearl Harbor, ale nyní měla celkem pouze pět letadlových lodí. 1. divize letadlových lodí pod Nagumovým osobním velením totiž tvořila pouze Akagi. Kaga byla tou dobou v docích v Japonsku, kde byla opravována po najetí na útes v únoru 1942. Zbývající dvě divize byly v plném počtu: 2. divize tvořená letadlovými loděmi Hirjú a Sórjú pod velením kontradmirála Tamona Jamagučiho a 5. divize s letadlovými loděmi Šókaku a Zuikaku pod velením kontradmirála Čuičiho Hary.
Pro ochranu letadlových lodí k Nagumovu loďstvu patřila 3. divize bitevních lodí (velitel viceadmirál Guniči Mikawa) s bitevními loděmi Kongó, Haruna, Kirišima a Hiei, dále 8. divize křižníků (velitel kontradmirál Hiroaki Abe) s těžkými křižníky Tone a Čikuma a 1. eskadra torpédoborců (velitel kontradmirál Sentaro Omori) s 9 torpédoborci a lehkým křižníkem Abukuma. Nagumo potřeboval bitevní lodě také pro případ, že se střetne s britskými hladinovými plavidly, takže by je s bitevními loděmi mohl napadnout. Kvůli zásobování plulo s Nagumem ještě 6 tankerů a 3 doprovodné torpédoborce.
Dne 1. dubna vyplul z Mergui na jihu Barmy podpůrný svaz viceadmirála Džisaburó Ozawy. Tento „Malajský svaz“ se skládal z lehké letadlové lodě Rjúdžó, těžkých křižníků Čókaj (vlajkový), Kumano, Suzuja, Mogami a Mikuma (poslední čtyři tvořily 7. divizi křižníků pod velením admirála Kurity), lehkého křižníku Jura a čtyř torpédoborců. Ozawa měl za úkol napadnout lodní přepravu v Bengálském zálivu.

### Britské síly
Velitel britského Východního loďstva admirál sir James Somerville se o útoku dozvěděl 28. března a vyplul nepříteli naproti. Své lodě rozdělil do dvou operačních svazů . První kterému velel sám, byl složen z letadlových lodí HMS Indomitable a HMS Formidable, bitevní lodi HMS Warspite, těžkých křižníků HMS Cornwall a HMS Dorsetshire, lehkých křižníků HMS Emerald a HMS Enterprise a 6 torpédoborců.
Druhému svazu velel admirál A.V. Willis a byl složen z letadlové lodi Hermes a bitevních lodí HMS Ramillies, HMS Revenge a HMS Royal Sovereign. Na přibližující se japonský svaz však nenarazil, což pro něj bylo zřejmě velké štěstí, neboť jeho flotila byla tvořena ze zastaralých lodí z nichž některé pamatovaly ještě první světovou válku.

## Nálet na Kolombo

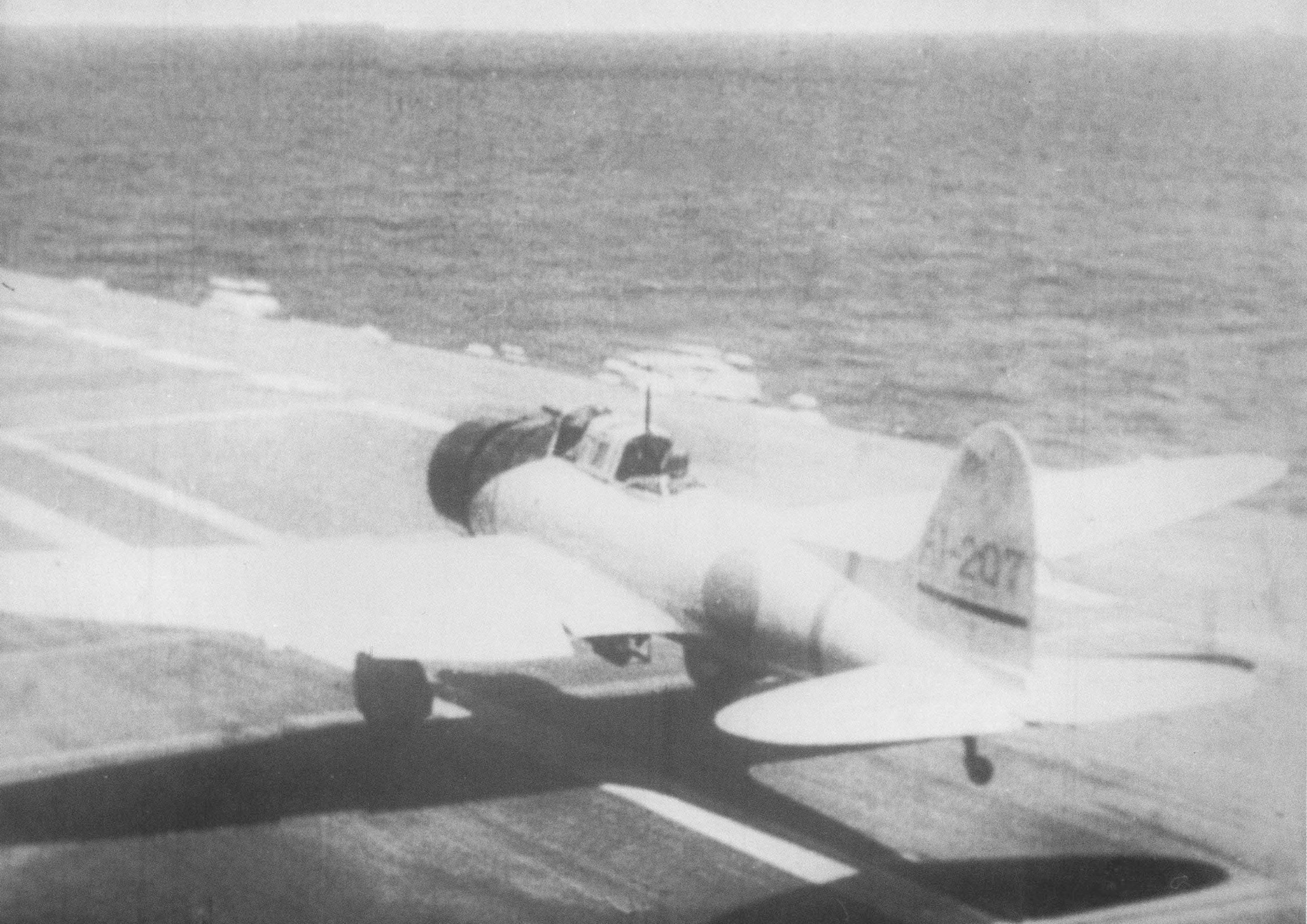
Aiči D3A startuje 5. dubna 1942 z paluby Akagi

Ráno 5. dubna odstartovalo pod velením veterána od Pearl Harboru fregatního kapitána Micuo Fučidy více než 70 letadel k náletu na Kolombo. Japonci se poučili z chyb u Pearl Harboru a hlavní nápor náletu směřovali na přístavní zařízení, dílny, železniční uzel a letiště. V přístavu potopili pouze pomocný křižník HMS Hector a torpédoborec HMS Tenedos.
Průzkumný hydroplán z křižníku Tone ve 12:00 zpozoroval a nahlásil dva křižníky a doprovodné torpédoborce, proti nimž odstartovala útočná vlna pod velením korvetního kapitána Egusy. Střemhlavé bombardéry D3A1 napadly těžké křižníky Cornwall a Dorsetshire. Dorsetshire byl zasažen 17 přímými zásahy a Cornwall osmi. Oba křižníky se potopily i s 425 námořníky na palubě. Japonci ztratili během prvního dne asi 18 letadel a Spojenci 24. Druhý den potopila japonská letadla šalupu HMIS Indus.

## Nálet na Tirikunámalé
Ráno 9. dubna odstartovalo pod velením fregatního kapitána Micue Fučidy více než 90 bombardérů a 38 stíhaček k náletu na Tirikunámalé. Opět se soustředili na bombardování přístavních zařízení a v přístavu potopili pouze jednu obchodní loď. Japonci ztratili 4 letadla (3 A6M2 a 1 B5N) a Britové 9 stíhaček Hawker Hurricane. Při návratu spatřili Japonci letadlovou loď Hermes s doprovodem. Útočná vlna pod velením korvetního kapitána Egusy, která původně směřovala proti jiným plavidlům změnila kurz a zasáhla Hermes asi 40 zásahy. Hermes i jeho doprovod torpédoborec HMAS Vampire a korveta HMS Hollyhock byly potopeny i s 315 muži na palubě.
V průběhu náletů se také Britové pokusili napadnout japonský svaz a to 9 letadly typu Bristol Blenheim. Zaútočily na Akagi, ale 5 jich bylo sestřeleno a 4 se vrátily těžce poškozeny, aniž by dosáhly nějakého úspěchu. Poté dal Nagumo rozkaz k návratu na základnu Kure.